# Elementi tira
Elementi tira ali elementi tirnice so v astronomiji parametri, s katerimi se enolično določi gibanje nebesnega telesa (naravnega ali umetnega). Uporabljajo se lahko različni nabori parametrov s katerimi se točno opiše tirnico. Uporablja se model dveh masnih točkastih teles, ki imata pri gibanju tri prostostne stopnje (tri kartezične koordinate) in se gibljeta v skladu z Newtonovimi zakoni gibanja in s splošnim gravitacijskim zakonom. Tak model gibanja telesa lahko se točno opiše s šestimi vrednostimi (po tri prostostne stopnje za lego in za hitrost).

## Keplerjevi elementi tira
Najbolj znani so Keplerjevi elementi tira, ki so dobili ime po Keplerju in njegovih zakonih gibanja planetov.
To je šest elementov:
- naklon tira ({\displaystyle i\,\!}),
- dolžina dvižnega vozla ({\displaystyle \Omega \,\!}),
- argument periapside ({\displaystyle \omega \,\!}),
- izsrednost tira ({\displaystyle e\,\!}),
- velika polos ({\displaystyle a\,\!}) in
- srednja anomalija v epohi ({\displaystyle M_{o}\,\!}).

Prvi trije elementi (naklon tira, dolžina dvižnega vozla in argument periapside) so Eulerjevi koti, ki določajo usmerjenost tirnice kot, da je ta sestavljena iz treh zaporednih vrtenj. Naslednja dva elementa določata obliko tira (izsrednost tira in velika polos). Zadnji element (srednja anomalija) pa določa lego telesa v določenem trenutku.
Keplerjevi elementi tirna določajo gibanje po krivulji, ki je po obliki ena izmed stožnic (elipsa, parabola, hiperbola). To so rešitve problema dveh teles brez zunanjih motenj. V resnici na gibanje vplivajo tudi zunanje motnje (npr. gravitacijski vplivi drugih nebesnih teles in mnogi drugi). V tem primeru se v vsakem trenutku giblje po trenutni stožnici. Kadar se lahko vzame, da elementi tira določajo zaporedje stožnic kot tangete na tirnico, se takšen tir imenuje oskulacijski (prilegajoči).

## Ostali elementi
Za opisovanje tira nebesnih teles se uporabljajo še drugi elementi iz katerih se lahko izračuna vse ostale.
Namesto srednje anomalije v epohi ({\displaystyle M_{o}\,\!}) se lahko uporabi tudi trenutno srednjo anomalijo ({\displaystyle M\,\!}) v času {\displaystyle t\,}, srednjo dolžino ({\displaystyle L\,}), pravo anomalijo ({\displaystyle T\,}) ali ekscentrično anomalijo ({\displaystyle E\,}).
Vedno pa je treba uporabiti šest elementov:
- za določitev oblike tirnice sta potrebna dva elementa. Ta dva elementa določata vrsto stožnice (elipsa, parabola ali hiperbola) po kateri se nebesno telo giblje.
- z a določitev lege telesa na tiru sta prav tako potrebna dva elementa.
- naslednja dva elementa časovno opredeljujeta gibanje telesa po tiru.

Pri umetnih satelitih je pomemben element še koeficient trenja oziroma zračnega upora.

## Pregled elementov tira
| element tira                    | element tira | element tira                          | element tira | uporaba | uporaba             |
| element tira                    | določa       | oznaka                                | enota        | elipsa  | parabola/ hiperbola |
| ------------------------------- | ------------ | ------------------------------------- | ------------ | ------- | ------------------- |
| izsrednost tira                 | obliko tira  | e, ε                                  | -            | da      | da                  |
| kotna izsrednost                | obliko tira  | φ                                     | -            | da      | ne                  |
| parameter stožnice              | obliko tira  | p                                     | dolžina      | da      | da                  |
| periapsida                      | obliko tira  | q                                     | dolžina      | da      | da                  |
| velika polos                    | obliko tira  | a                                     | dolžina      | da      | ne                  |
| naklon tira                     | lego na tiru | i                                     | kot          | da      | da                  |
| dolžina dvižnega vozla          | lego na tiru | Ω                                     | kot          | da      | delno               |
| argument periapside             | lego na tiru | ω                                     | kot          | da      | da                  |
| dolžina periapside              | lego na tiru | Π, {\displaystyle {\bar {\omega }}\,} | kot          | da      | da                  |
| dolžina (koordinata) periapside | lego na tiru | Lπ                                    | kot          | da      | da                  |
| širina (koordinata) periapside  | lego na tiru | Bπ                                    | kot          | da      | da                  |
| število obhodov                 | gibanje      | μ, n, V                               | 1 / čas      | da      | da                  |
| kotna hitrost                   | gibanje      |                                       | kot / čas    | da      | da                  |
| srednja anomalija               | gibanje      | M                                     | kot          | da      | ne                  |
| prava anomalija                 | gibanje      | T                                     | kot          | da      | ne                  |
| ekscentrična anomalija          | gibanje      | E                                     | kot          | da      | ne                  |
| srednja dolžina                 | gibanje      | λ, L                                  | kot          | da      | ne                  |
| krajevni vektor                 | gibanje      | R                                     | dolžina      | da      | da                  |
| obhodni čas                     | gibanje      | P                                     | čas          | da      | ne                  |
| čas prehoda periapside          | gibanje      | T, τ                                  | čas          | da      | da                  |

### Kratek opis nekaterih elementov
Število obhodov se uporablja za umetne satellite. Ta podatek pove kolikokrat satelit obkroži Zemljo v enem dnevu (največ 17-krat). Namesto tega podatka se včasih uporablja tudi povprečna kotna hitrost.
Kotna izsrednost se lahko uporablja namesto izsrednosti.
{\displaystyle \sin \phi =e\!\,}
Dolžina periapside  je vsota dolžine dvižnega vozla in argumenta periapside (kota nista v isti ravnini).
{\displaystyle {\bar {\omega }}=\Omega +\omega \!\,}
Srednja dolžina je vsota srednje anomalije in dolžine periapside.
{\displaystyle L=M+{\bar {\omega }}\!\,}

## Kombinacije elementov tirnice
Najbolj pogosto se uporablja klasični nabor elementov tira: (p, e, i, Ω, ω, T).
Razen tega nabora se uporabljajo tudi:
- (a, e, i, Ω, ω, T) za opis gibanja planetov
- (a, e, i, Ω, ω, M) za pritlikave planete
- (a, e, i, Ω, π, L) za zelo točno določanje lege po metodi VSOP 82 (Variations Séculaires des Orbites Planétaires) za planete od Merkurja do Neptuna.
- (i, Ω, e, ω, M, n) za umetne satelite v sistemu NASA/NORAD (podatki o tiru v predpisani dvovrstični obliki ali TLE – Two Line Elements)